# Бакор
22°49′15″ пн. ш. 73°44′52″ сх. д. / 22.820862° пн. ш. 73.747786° сх. д.
Бакор — село, розташоване на Близькому Сході в штаті Гуджарат в Індії. Це столиця Ханпур Талука в районі Махісагар, де проживає найбільше населення адівасі, пателів і брахманів. Основна справа жителів села – сільське господарство, праця в сільському господарстві та тваринництво. Основними культурами села є кукурудза, пшениця, просо, горох і овочі. У селі є заклади Gram panchayat, дитячий садок і початкова школа.